# Зейер, Юлиус
Юлиус Зейер (чеш. Julius Zeyer; 26 апреля 1841, Прага, Чехия — 29 января 1901, Прага) — чешский поэт.

## Биография
Закончив реальное училище, занимался столярным ремеслом, но затем основательно познакомился с европейскими языками и литературой. Некоторое время прожил в Крыму, в качестве учителя. По своим вкусам Зейер ближе всего стоит к Врхлицкому и охотно использует в своих стихотворениях космополитические темы. Его «Poesie» изданы в 1884. Написал также «Novelly» (1879 и 1884), романы: «Ondřej Černyšev» (1875, 1880 и 1886, изданный и в русском переводе), «Dobrodružství Madràny» (1882), «Fantastické povidky» и др., а также романтические сочинения: «Stará historie» (1883), «Sulamit» (1885), «Legenda z Erinu» (1886), «Libušin hnĕv» (1887).